# James Rainwater
Leo James Rainwater (Council, 9 december 1917 – Yonkers, New York, 31 mei 1986) was een Amerikaans natuurkundige die in 1975 samen met Aage Bohr en Ben Mottelson de Nobelprijs voor de Natuurkunde won voor de ontdekking van het verband tussen collectieve beweging en deeltjesbeweging in atoomkernen, en de ontwikkeling van de theorie van de structuur van de atoomkern gebaseerd op dit verband.

## Biografie
James Rainwater werd geboren in Idaho als zoon van Leo Jasper Rainwater en Edna Eliza Teague, maar verhuisde later met zijn moeder en grootmoeder naar Hanford (Californië), nadat zijn vader was overleden in de grote Spaanse griepepidemie van 1918. Hij werd grootgebracht door zijn moeder en stiefvader George Fowler. In 1939 verkreeg hij zijn bachelorgraad aan het California Institute of Technology, met natuurkunde als hoofdvak. Hij promoveerde in 1946 aan de Columbia-universiteit.
In maart 1942 huwde hij Emma Louise Smith; samen kregen ze drie zonen: James, Robert en William. Hun dochtertje Elizabeth Anne overleed in haar kinderjaren aan leukemie.
Tijdens de oorlog werkte hij aan het Amerikaan atoombomproject. In 1946 trad hij toe tot de faculteit natuurkunde van de Columbia-universiteit, eerst als lector en daarna als docent. Vanaf 1952 was hij er hoogleraar natuurkunde. In 1982 werd hij benoemd tot Pupin Professor of Physics, een positie die hij vier jaar lang behield.

## Werk
Samen met W. Havens ontwikkelde Rainwater in de jaren veertig een methode om de energie van neutronen te berekenen uit de tijd waarin deze een bepaalde weg aflegden, die later ook op andere soorten deeltjes is toegepast. In het begin van de jaren vijftig construeerde Rainwater het Nevis-cyclotron in Irvington, New York, een van de eerste apparaten om mesonen te produceren voor wetenschappelijk onderzoek. Hij bestudeerde hiermee onder andere muonische röntgenstralen, veroorzaakt door muonen in 'gekrompen' elektronenbanen rond atoomkernen.
In 1949 postuleerde Rainwater zijn hypothese van de 'gedeformeerde kern' (sferoïdaal kernmodel) dat aanleiding was voor de Nobelprijs vijfentwintig jaar later. In tegenstelling tot wat tot dan toe werd aangenomen, kwam hij met het conceptidee dat een atoomkern niet alleen zuiver bolvormig hoeft te zijn, maar – afhankelijk van het aantal kerndeeltjes – ook afgeplat of sigaarvormig zou kunnen zijn. In feite was dit een synthese van het schillenmodel en het collectief model voor de atoomkern. Een niet-bolvormige kern zou een quadrupoolmoment vlak bij de kern bezitten, hetgeen experimenteel viel aan te tonen. Zijn ideeën werden later getest en bevestigd door experimenten van Bohr en Mottelson in Kopenhagen.
Naast de Nobelprijs in 1975 ontving Rainwater tevens de Ernest Orlando Lawrence Award (1963) van de Atomic Energy Commission (AEC) voor zijn bijdragen op het gebied van atoomenergieonderzoek. In 1968 werd hij lid van de National Academy of Sciences en hij was sedert 1982 lid van de Kungliga Vetenskapsakademien.